# Surfside Girls
Surfside Girls, ou Les Filles de Surfside au Québec, est une série télévisée américaine en dix épisodes d'environ 24 minutes réalisée par America Young, basée sur la série littéraire éponyme de Kim Dwinell et mise en ligne le 19 août 2022 sur Apple TV+.

## Distribution

### Acteurs principaux
- Miya Cech (VF : Jessica Barrier) : Jade
- YaYa Gosselin (VF : Claire Baradat) : Sam

### Acteurs secondaires
- Spencer Hermes-Rebello : Santi
- Adan Maverick Carcaño : Petey
- Sonita Henry : Dr Pfeiffer
- Christine Lin : Mei-Lin
- Michelle Mao : Amy
- Joseph Mesiano : Capitaine Devar
- Logan Evan Gray : Miles
- Camille Dragomer : Francesca
- Jacob Vargas : Bob
- Catia Ojeda : Monica
- Steven Chan : Fong
- Victoria Blade : Kimber

 Source et légende : version française (VF) sur RS Doublage

## Épisodes
1. …et le secret de Danger Point (And the Secret of Danger Point)
2. …et le mystère de la goélette Obsidienne (And the Untold Story of the Obsidian Flyer)
3. …et la Dame de Surfside (And the Lady of Surfside)
4. …et la promesse de la grotte (And the Promise of Peligro)
5. …face à la tempête (And the Weathered Storm)
6. …et le jour de la soucoupe volante (And the Day of the Flying Saucer)
7. …et le cheminement de Jade (And Jade's Journey)
8. …et l'histoire de Sam (And Sam's Story)
9. …et le trésor maudit (And the Cursed Treasure)
10. …et le confrontation à Danger Point (And the Showdown at Danger Point)